# Naxic
Naxic är en ort i Mexiko.   Den ligger i kommunen Chamula och delstaten Chiapas, i den sydöstra delen av landet, 800 km öster om huvudstaden Mexico City. Naxic ligger 2 295 meter över havet och antalet invånare är 345.
Terrängen runt Naxic är kuperad söderut, men norrut är den bergig. Runt Naxic är det ganska tätbefolkat, med 134 invånare per kvadratkilometer. Närmaste större samhälle är San Cristóbal de las Casas, 15,8 km sydväst om Naxic. Omgivningarna runt Naxic är en mosaik av jordbruksmark och naturlig växtlighet.